# باربي جيرل (أغنية)
باربي جيرل هي أغنية لفرقة رقص البوب الدنماركية أكوا. تم إصدارها في مايو 1997 كثالث أغنية منفردة للفرقة، وأول إصدار في المملكة المتحدة ثم تضمين الأغنية في ألبوم أكواريوم.
كتبت الأغنية سورن راستيد بعد أن رأت الأخيرة معرضا عن ثقافة الفن الهابط في الدنمارك التي أظهرت دمى باربي. وذلك بتعاون مع كلاوس نورين، رينيه ديف، ولين نيستروم، تم إنتاجها من قبل جوني جام، دلغادو، راستيد، ونورين.
تصدرت الأغنية صدارة التصنيفات في جميع أنحاء العالم، لا سيما في البلدان الأوروبية مثل المملكة المتحدة، حيث تربعت على عرش التصنيفات لمدة ثلاثة أسابيع وأيضا أستراليا، في حين حلت في المركز السابع على قائمة بيلبورد هوت 100 في الولايات المتحدة في 6 أيلول 1997، حيث تعد أنجح عمل للفرقة في الولايات المتحدة حتى الآن، وأفضل عمل استطاع الوصول إلى قائمة أنجح 20 عملا في بيلبورد هوت 100
أصبحت الأغنية موضوع دعوى مثيرة للجدل بين شركة ماتيل لاستيراد ألعاب الأطفال ضد شركة MCA Records المنتجة للأغنية فيما عرف بقضية Mattel v. MCA Records.

## روابط خارجية
- باربي جيرل على موقع IMDb (الإنجليزية)
- باربي جيرل على موقع كينوبويسك (الروسية)